# Krakowski Dekanat Wojskowy
Krakowski Dekanat Wojskowy – dawny dekanat Ordynariatu Polowego Wojska Polskiego. Z dniem 1 lutego 2012 roku został zlikwidowany dekretem biskupa Józefa Guzdka.

## Parafie
W skład dekanatu wchodziło 12 parafii:
- Bielsko-Biała - parafia wojskowa Bożego Miłosierdzia
- Chełm - parafia cywilno-wojskowa św. Kazimierza
- Gliwice - parafia wojskowa św. Barbary
  - kościół św. Barbary
- Katowice - parafia wojskowa św. Kazimierza Królewicza
  - kościół św. Kazimierza Królewicza
- Kielce - parafia cywilno-wojskowa Najświętszej Maryi Panny Królowej Polski
  - kościół garnizonowy Najświętszej Marii Panny Królowej Polski
- Kraków - Wojskowa Parafia Personalna św. Agnieszki
  - kościół św. Agnieszki
- Lublin - parafia cywilno-wojskowa Niepokalanego Poczęcia Najświętszej Maryi Panny
- Nowa Dęba - parafia wojskowa Dobrego Pasterza
- Nowy Glinnik - parafia wojskowa św. Józefa
- Przemyśl - parafia wojskowa Matki Bożej Królowej Polski
- Rzeszów - parafia cywilno-wojskowa Matki Bożej Królowej Polski
  - kościół garnizonowy
- Zamość - parafia wojskowa św. Jana Bożego